# 都営バス有明営業所
都営バス有明自動車営業所（とえいバスありあけじどうしゃえいぎょうしょ）は、東京都江東区有明に所在する都営バスの営業所。営業所記号はJを用いる。
最寄り駅はりんかい線東雲駅、またはりんかい線国際展示場駅・ゆりかもめ有明駅。最寄りバス停留所は「有明小中学校前」または「かえつ学園西」よりそれぞれ徒歩。

## 概要

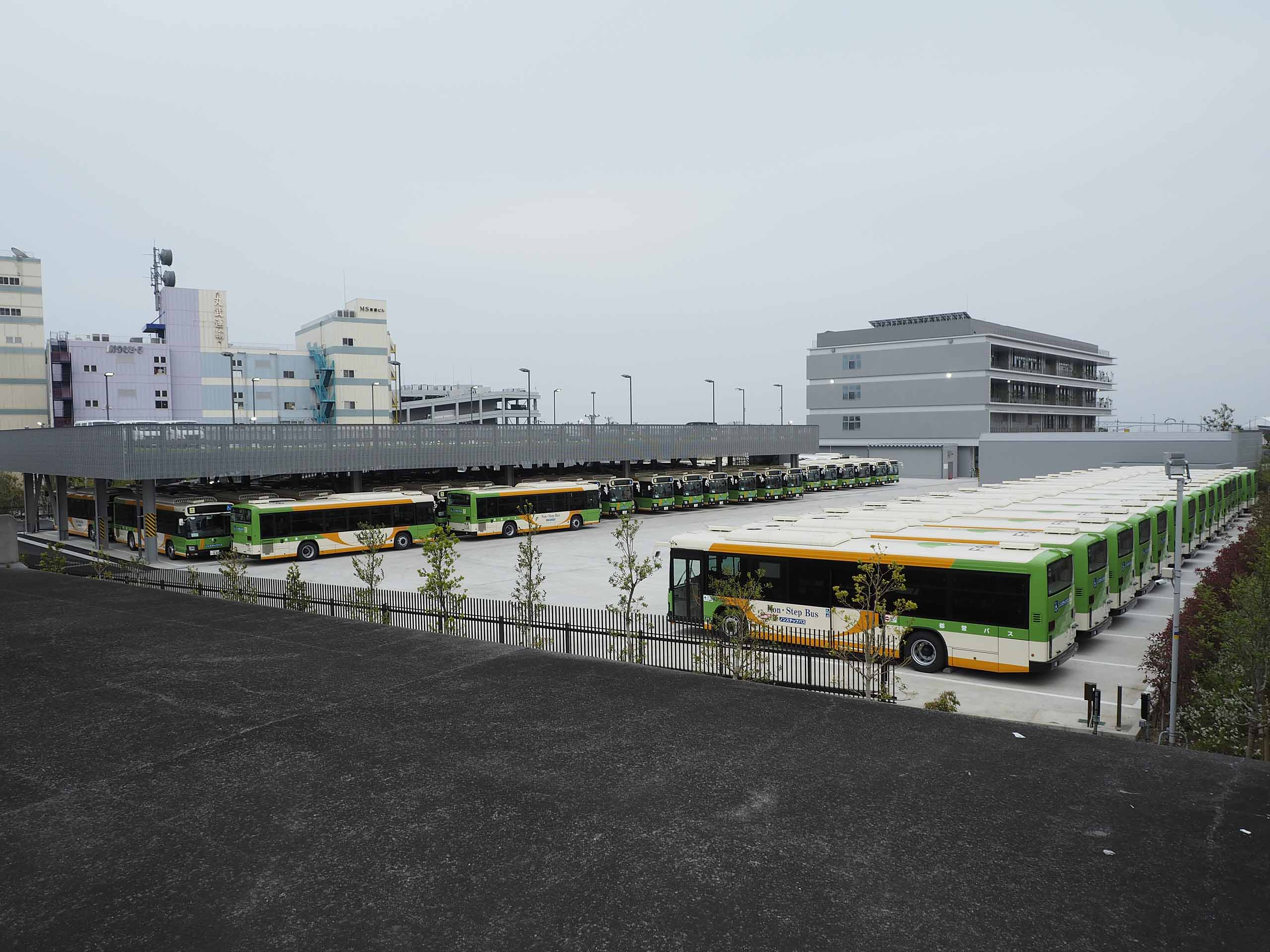
国道357号・角乗り橋から見た有明営業所

江東区南部を運行する路線を担当する営業所として、2020年3月30日に25年ぶりに新設された。東京都交通局では最も新しいバス営業所である。開設以降、他の営業所で運行していた路線の本営業所への移管が順次進んでいる。
営業所敷地内に燃料電池車の水素が充填できる水素ステーションを設置し、2025年から事業者により運営される予定。
都営バスの営業所では、新宿支所と共にバス停留所を併設しておらず、出入庫は回送のみである。なお、営業所東側（裏側）の道路を門19・錦18・急行05・直行03の各系統が通過するが、付近に停留所は設置されていない。

## 沿革
- 2020年（令和2年）3月30日 - 営業所を新規開設[1]。同時に海01系統・波01系統[1]の一部便を深川営業所・品川営業所[注釈 1]から移管される。
- 2022年（令和4年）4月1日：都04系統・海01系統の共管を解消、有明営業所単独運行となる。

## 現行路線

### 海01（KM01）系統
- 海01(KM01)：門前仲町 - 豊洲駅前 - 深川車庫入口 - 有明小中学校前 - かえつ学園西 - 有明テニスの森 - お台場海浜公園駅 - テレコムセンター駅 - 東京テレポート駅
- 海01(KM01)：門前仲町 - 豊洲駅前 - 深川車庫入口 - 有明小中学校前 - かえつ学園西 - 有明テニスの森 - 有明一丁目
- 海01(KM01)：深川車庫入口 → 有明小中学校前 → かえつ学園西 → 有明テニスの森 → お台場海浜公園駅 → テレコムセンター駅 → 東京テレポート駅（平日初便のみ）
- 海01(KM01)：豊洲駅前 → 深川車庫入口 → 有明小中学校前 → かえつ学園西 → 有明テニスの森 → お台場海浜公園駅 → テレコムセンター駅 → 東京テレポート駅（平日朝のみ）
- 海01(KM01)：門前仲町 - 豊洲駅前 - 深川車庫入口 - 有明小中学校前 - かえつ学園西 - 有明テニスの森 - お台場海浜公園駅 - 台場二丁目 - 東京テレポート駅 (テレコムセンター非経由)

門前仲町を起点とし、越中島、豊洲駅、有明テニスの森、お台場地区を経由して、東京臨海地区の中心である東京テレポート駅に至る。江東区豊洲、塩浜1丁目、枝川1丁目、東雲、有明、港区台場、品川区東八潮の地域輸送のほか、通勤・通学輸送や臨海副都心の各施設への来訪者輸送など非常に多彩な役割を持つ。
永代通りと清澄通りの門前仲町交差点から、永代通りを東京寄りに約150メートル程進んだところから発車する（到着は門前仲町交差点から清澄通りを清澄方面に約100メートルの位置）。門前仲町を出ると清澄通りを進み、越中島交差点で左折する。この先は東京海洋大学越中島キャンパスや清水建設技術研究所など、学校や工場などの合間を進んでいく。枝川から豊洲までは工場跡地を再開発した高層マンションや、ららぽーと豊洲などの商業施設が立ち並び、昔と違った活気を見せる。
門前仲町から有明北地区付近にかけては生活や通勤の足として利用客が多く、有明一丁目まではほぼ終日10 - 15分毎の運行となっている。また、臨海副都心でのイベントの際には増発されることがあるが、この場合は「臨時便」という札を先頭車の前面窓下に掲出する。

路線開設当初は、品川営業所の担当で品川駅東口 - 海上公園の運行が開始され、1982年12月26日の路線再編で、門19系統のうち門19丁（門前仲町 - 海上公園）を統合し、首都高速湾岸線東京港トンネルを挟んだ品川駅東口 - 海上公園 - 門前仲町の運行として、当初は品川営業所単独で、後に深川営業所との共管で運行した。この頃もまだ船の科学館以外の施設は見られず、利用客の中心は門前仲町から有明テニスの森（有明テニスの森ができる前までは有明中央）の間であった。その後、臨海副都心の開発が進んで道路網に変化が見られるようになったため、かつて台場のルートは現在の有明一丁目以西が異なり、湾岸道路を走行して停留所も13号地トンネル入口は2回停車していた。臨海副都心の開発が進んだ1990年代後半からは、双方の起終点から東京テレポート駅や東京ビッグサイトなど台場地区までの折り返し運用が増えるようになり、フジテレビやテレコムセンターなどの新しい施設を経由するようにルートが一新された。

長い間、本路線が台場地区における唯一の公共交通機関だったが、ゆりかもめや虹01系統など都心側からの速達性の高い交通手段が整備され、品川駅と台場をレインボーブリッジ経由で結ぶ虹02系統（廃止され数年後に波01出入系統として復活）も開通した。1997年7月には品川駅東口 - 台場循環系統が設定されたが、これは全便が品川営業所の担当だった。
これらの路線開通と首都高速湾岸線東京港トンネルの渋滞による定時性の悪化により、品川側は利用価値が低下していった。このため1999年に品川側の折り返し運用を担っていた品川駅東口 - 台場循環系統が廃止され、同時に品川営業所は本系統の担当から外れた。これにより品川へ顔を出す便は朝夕のみのわずかな本数に減便されたが、首都高速道路を通るためシートベルトを装備した専用車両（1991年度車）を充当してまでこの便を存続させる必要性は低下していた。その一方で門前仲町側では利用客が増加しており、輸送力の増強や門前仲町側でのダイヤの維持が必要とされた。

このため2002年12月、並行するりんかい線の東京テレポート駅 - 大崎駅間の開通を機に品川駅 - 東京テレポート駅の区間が廃止され、本路線のみのバス停である「八潮団地入口」も同時に廃止された。なお、並行路線である京浜急行バス（大井町駅・大森駅 - 船の科学館駅、井30・32、森30・40）は存続し、停留所は都営から京急に譲渡されたが、こちらも2024年2月をもって廃止されている。
2009年4月からは再び品川営業所との共管となり、2013年4月には門前仲町 - 東京ビッグサイト間の便が廃止された。
2020年3月30日からは有明営業所が主に担当する。なお、深川営業所・品川営業所の担当も継続される。また朝と夕の一部の便は台場二丁目 - 東京テレポート駅間をお台場中央交差点経由でショートカットする（門前仲町方面は朝方、東京テレポート駅方面は夕方）。尚、これに伴い波01出入側のショートカット便が廃止されている。
2022年（令和4年）4月1日より、有明営業所単独の運行となる。

### 波01（NM01）系統
- 波01(NM01)：東京テレポート駅 - 日本科学未来館前 - テレコムセンター駅 - 環境局中防合同庁舎 - 中央防波堤[5]
- 波01(NM01)：東京テレポート駅 - 日本科学未来館前 - テレコムセンター駅 - 環境局中防合同庁舎 - 中央防波堤 - 海の森公園 - 海の森水上競技場
- 波01(NM01)：東京テレポート駅 - （この間の停留所通過） - 海の森公園 - 海の森水上競技場（日曜のみ運行）

中央防波堤埋立地へ通じる唯一のバス路線で、江東区海の森の地域輸送を担う。平日・土曜・休日のほかに祝日ダイヤが導入されている。中央防波堤埋立地へ通じる第二航路トンネル（本系統が経由）、東京港海の森トンネル、臨海トンネルは現在すべて自動車専用のため、マイカーを所有していない一般人が出入りするには本系統を利用するか、若洲より東京ゲートブリッジの歩道を利用する必要がある。
2006年（平成18年）4月1日、波01系統（東京テレポート駅 - 中央防波堤）を運行開始。当初は港南支所と深川営業所の共管だった。
2008年（平成20年）4月1日、港南支所担当分を品川営業所へ移管し、深川営業所と品川営業所の共管となった。
2020年（令和2年）4月1日、深川営業所担当分を有明営業所へ移管、同年7月1日付で品川営業所が撤退し当営業所単独となる（出入系統は品川営業所所管のまま）。
かつては、波01系統とほぼ同一の経路で深川営業所所管の海03系統（東京テレポート駅 - 環境局中防合同庁舎）が運行されていたが、都営が契約輸送として運行していた東京テレポート循環との統合に伴い2003年（平成15年）3月31日限りで一旦廃止され、本系統が新設されるまでは一時中央防波堤地区への公共交通機関が一切無かった。

レインボーブリッジを経由して東京テレポート駅と品川駅港南口を結ぶ波01出入系統が1日2往復運転されていたが、2022年（令和4年）3月31日をもって運行を終了した。
2025年（令和7年）3月28日、海の森公園のグランドオープンに合わせ、海の森水上競技場へ延伸。日曜のみ東京テレポート駅 - 海の森公園間無停車の直行便（東京港海の森トンネル経由）も設定された。

### 都04系統（グリーンアローズ）
- （東16→銀16→）都04：東京駅丸の内南口 - 有楽町駅 - 銀座四丁目 - 築地 - 勝どき駅 - 豊海水産埠頭[11]
  - 2021年（令和3年）11月1日：江東営業所より一部の運用が移管された。この運用増加に伴って、車両4台が他所から転属してきた。都04では運用移管に伴うダイヤの変更は発生していない。
  - 2022年（令和4年）4月1日：江東営業所との共管を解消、有明営業所単独運行となる。急行便である直行02系統は引き続き江東営業所が担当する。
  - 2024年（令和6年）3月29日：この日の運行をもって急行便である江東営業所管轄の直行02が廃止となる[12]。

### 四季48系統（臨時バス）
- 四季48：有明ガーデン → （直行） → 東京駅丸の内南口

有明四季劇場で上演中の劇団四季ディズニーミュージカル『ライオンキング』の夜公演終了時に合わせて運行されている有明ガーデンから東京駅丸の内南口への直行バス。片方向のみで2便を設定。2021年9月29日より期間限定で運行を開始した。その後、期間を延長し、今のところ無期限延長となっている。

有明コロシアム東交差点から旧青果門前交差点まで環状2号線を通行する。

### 都05-2系統（臨時便）
- 都05-2：勝どき駅前 → 有明一丁目

満員運行が常態化していた都05-2系統の途中停留所での利用者救済を目的に都04系統の豊海水産埠頭から有明営業所への入庫回送を有効活用し、日中の一部便を勝どき駅前発有明一丁目行きの臨時便として営業運行化した。勝どき駅前発10時台～15時台で片方向のみで毎日4便程度が設定されている。